# سارا سرودی
سارا (سرور) سرودی صاحب نظر برجسته زبان و ادبیات فارسی در دانشکده مطالعات هندوایرانی دانشگاه عبری اورشلیم بود. او در ایران متولد شد و مؤلف بسیاری از مقالات در زمینهٔ ادبیات فارسی مدرن است.
وی از دانش‌آموختگان دانشگاه عبری اورشلیم بود. پس از کسب درجه دکترا (PhD) به تدریس در دانشگاه عبری اورشلیم پرداخت و همزمان دربارهٔ فرهنگ معاصر یهودیان ایرانی تحقیقات ارزنده‌ای به عمل آورد.
فعالیت «مراکز ایران‌شناسی» در دانشگاه‌های اسرائیل، ابتدا در دانشگاه عبری اورشلیم زیر نظر امنون نتصر و سرور سرودی آغاز شد.

## مرگ
وی در سال ۲۰۰۲ میلادی بر اثر یک بیماری کوتاه، درگذشت و در شهر اورشلیم به خاک سپرده شد.

## یادمان
مجموعه کتاب‌های شخصی وی به کتاب‌خانه وی در دانشگاه حیفا اهدا گردید. در ۱۲ دسامبر ۲۰۰۷ کتابخانه فارسی دانشگاه حیفا با نام «کتاب‌خانه دکتر سارا سرودی» در آن دانشگاه رسماً افتتاح شد.